# Afua (inslagkrater)
Afua is een inslagkrater op de planeet Venus. Afua werd in 1997 genoemd naar Afua, een Akan-meisjesnaam.
De krater heeft een diameter van 10 kilometer en bevindt zich in het quadrangle Greenaway (V-24) ten westen van Gegute Tessera.